# Iseza insulana
Iseza insulana är en insektsart som beskrevs av Irena Dworakowska 1981. Iseza insulana ingår i släktet Iseza och familjen dvärgstritar.
Artens utbredningsområde är Nigeria. Inga underarter finns listade i Catalogue of Life.